# Felini
 (mai 2023).
Si vous disposez d'ouvrages ou d'articles de référence ou si vous connaissez des sites web de qualité traitant du thème abordé ici, merci de compléter l'article en donnant les références utiles à sa vérifiabilité et en les liant à la section « Notes et références ».
Ne doit pas être confondu avec Felinae.
Pour les articles ayant des titres homophones, voir Fellini (homonymie).
Tribu
Genres de rang inférieur
- Caracal
- Felis
- Herpailurus
- Leopardus
- Leptailurus
- Lynx
- Otocolobus
- Pardofelis
- Prionailurus
- †Asilifelis
- †Diamantofelis
- †Katifelis
- †Leptofelis
- †Namafelis
- †Pratifelis

Les Felini forment, avec les Acinonychini, l'une des deux tribus de la sous-famille des félinés.
Felini est une tribu de la famille des Felidae.
On distingue deux groupes majeurs chez les Felidae. Les chats à "dent de sabre" (sous-famille des Machairodontinae) et les chats à "dents coniques" qui inclut une grande partie du genre Panthera, les Panthères Nébuleuses du genre Neofelis et les chats du genre Felini (du plus petit Felis et Prionailurus aux plus larges Puma et Cheetah).
Quelques taxonomistes utilisent la sous-famille Felinae sensus lato pour les chats à "dent coniques", dans ce cas la tribu Felini est utilisée pour les Felinae tandis que les Pantherinae sont assignés à la tribu Pantherini. D'autres taxonimistes utilisent Felinae uniquement pour les Felini (en excluant les Pantherinae), dans ce cas Felini est un synonyme de Felinae.